# Amtsgericht Schönberg (Mecklenburg)
Das Amtsgericht Schönberg war ein Gericht der ordentlichen Gerichtsbarkeit in Schönberg.

## Geschichte
Schönberg war Verwaltungssitz des zu Mecklenburg-Strelitz gehörenden Fürstentums Ratzeburg. Die Verwaltung war 1815 in der Landvogtei für das Fürstentum Ratzeburg zusammengefasst worden, die ihren Sitz in Schönberg nahm. Für die Rechtsprechung war das Justizamt der Landvogtei für das Fürstentum Ratzeburg zuständig. Justizfunktion hatte auch das provisorische Forstgericht im Fürstentum Ratzeburg in Schönberg. Daneben bestanden drei Patrimonialgerichte im Fürstentum Ratzeburg für die Güter Dodow, Horst und Torriesdorf. Übergeordnete Instanz war die Justizkanzlei Strelitz.
Mit der Verordnung zur Ausführung des Gerichtsverfassungsgesetzes vom 27. Januar 1877 vom 17. Mai 1879 wurden die Änderungen der Reichsjustizgesetze im Großherzogtum Mecklenburg-Strelitz umgesetzt. Die bisherigen Gerichte wurden aufgehoben. Es wurden zehn Amtsgerichte (darunter das Amtsgericht Schönberg), ein Landgericht (das Landgericht Neustrelitz) und ein Oberlandesgericht (das gemeinsame Oberlandesgericht Rostock) geschaffen.
Der Gerichtssprengel des Amtsgerichts Schönberg umfasste danach das Fürstentum Ratzeburg.
Das Amtsgericht hatte 1880 drei Richter, die für 16.343 Gerichtseingesessene verantwortlich waren. Es war damit das größte Gericht im Landgerichtsbezirk. Am Gericht bestand eine eigene Strafkammer des Landgerichts Neustrelitz mit Zuständigkeit für den Bezirk des Amtsgerichts. Vor dieser fand im Frühjahr 1925 der Mordprozess gegen Józef Jakubowski statt. Die Verurteilung Jakubowskis gilt heute als einer der schwersten Justizirrtümer in der deutschen Rechtsgeschichte des 20. Jahrhunderts.
Als Folge des Groß-Hamburg-Gesetzes kamen 1937 die Gemeinden Schattin und Utecht unter Abtrennung vom Amtsgerichtsbezirk Lübeck zum Bezirk des Schönberger Amtsgerichts. Nach dem Zweiten Weltkrieg wurden die Amtsgerichte im Land Mecklenburg neu geordnet, und das Amtsgericht Schönberg kam zum Landgericht Schwerin.
In der DDR wurden die Amtsgerichte 1952 aufgelöst und einheitlich Kreisgerichte gebildet. Schönberg gehörte zum Kreis Grevesmühlen, dort entstand so das Kreisgericht Grevesmühlen, welches dem Bezirksgericht Rostock nachgeordnet war. Nach dem Zusammenbruch der DDR wurden die Amtsgerichte durch das Gerichtsstrukturgesetz neu gebildet, ein Amtsgericht Schönberg wurde nicht gebildet. Aus dem ehemaligen Kreisgericht Grevesmühlen wurde 1990 das Amtsgericht Grevesmühlen; es wurde 2015 durch die Gerichtsstrukturreform aufgehoben. Der Bezirk des ehemaligen Amtsgerichts Schönberg gehört seitdem zum Amtsgericht Wismar.

## Gebäude
Das Gebäude des Amtsgerichts, das 1894 als äußerlich sehr einfach gehalten beschrieben wurde, befand sich in dem bis 1937 selbständigen Gemeindeteil Amtsgebiet Schönberg in der Amtsstraße 6.